# Светополье
Светополье — опустевшее село в составе Немского района Кировской области. 

## География
Находится у речки Сердик на расстоянии примерно 25 километров по прямой на восток-северо-восток от районного центра поселка Нема.

## История
Известно с 1727 года, когда в починке Пихтовый Мыс учтено было 2 двора, в починке была построена церковь и он стал селом Троицким. В 1748-1764 называлось Новотроицким, в селе было не более 10 жителей мужского пола, с 1802 года уже снова село Троицкое (с 15 дворами). В 1816 году построена новая каменная церковь, в 1905 году село названо было Святопольем В 1873 году учтено дворов 20 и жителей 120, в 1905 27 и 163, в 1926 46 и 204, в 1950 56 и 142 соответственно, в 1989 64 жителя. До 2021 года входила в Немское сельское поселение Немского района, ныне непосредственно в составе Немского района.

## Население
Постоянное население  составляло 6 человек (русские 100%) в 2002 году, 0 в 2010.